# Nikolas Tsattalios
Nikolas Tsattalios (* 1. März 1990 in Sydney) ist ein australischer Fußballspieler mit griechischen Wurzeln.

## Karriere
Tsattalios unterschrieb 2007 einen Profivertrag beim A-League-Klub Sydney FC und gab sein Ligadebüt im Oktober 2007, als er für Terry McFlynn eingewechselt und dadurch zum damals jüngsten Spieler in der Geschichte der A-League wurde. Während er in seiner ersten Saison zu insgesamt fünf Einsätzen kam, absolvierte der zumeist als Linksverteidiger aufgestellte Spieler in der Saison 2008/09 am 1. Spieltag seinen einzigen Saisoneinsatz. In der Folgezeit kam er für das Jugendteam in der neu gegründeten National Youth League zum Einsatz, die er mit der Mannschaft durch einen 2:0-Finalerfolg über Adelaide United gewann.
Nach Saisonende verließ er Sydney und wechselte zum Ligakonkurrenten Newcastle United Jets. Dort erhielt er nur einen Vertrag über ein halbes Jahr für die bevorstehenden Spiele in der AFC Champions League 2009, in denen Tsattalios aber nicht eingesetzt wurde. Nachdem er bei den Jets keinen neuen Vertrag erhalten hatte, wechselte er zur Saison 2010 zu Sydney Olympic in die New South Wales Premier League. Die Saison 2011 startete er bei Olympics Ligakonkurrent Sutherland Sharks, bevor er im Juli 2011 mit seinem Wechsel zum neuseeländischen Klub Wellington Phoenix in die A-League zurückkehrte.
Tsattalios stand in der Qualifikation für die U-17-Fußball-Asienmeisterschaft 2006 auf Abruf bereit, wurde aber nicht nachnominiert. 2008 erreichte er mit der U-20-Auswahl bei der U-19-Asienmeisterschaft das Halbfinale und qualifizierte sich damit für die Junioren-WM 2009 in Ägypten, für die er aber nicht berücksichtigt wurde.